# パワーグリーン・ジャパン
株式会社パワーグリーン・ジャパンは大阪に本社がある環境と省エネ商材を扱う会社である。

## 概要
1973年に自動車パーツを販売する会社として大阪府枚方市に設立した。
2003年に法人になり、ドイツ、イタリアから環境パーツやエンジンオイル添加剤などの商品輸入を始める。
2007年日本製のアルカリイオン整水器（電解還元水や水素水生成器、強アルカリ水、微酸性次亜塩素酸水強酸性水などを国内・海外中国や台湾、ベトナム、中東、アメリカへ輸出をはじめ、その後LED蛍光灯やスパイラル蛍光灯など省エネランプの輸入を始める。
資本金は1000万円である。
軟式野球チームとして、枚方パワーグリーンレッドサンを持ち、平成6年には東京ドームにてサンスポ野球大会の西日本代表となる。

## 取り扱い品
・電解 次亜塩素酸水生成機器
・アルカリイオン整水器(還元水素水)
・強アルカリ水
・強酸性水生成器(次亜塩素酸水)
・LED照明・ダイキンエアコン・セラミックパワーリキット（エンジンオイル添加剤）
・活水器
・セントラル浄水器・軟水器・燃費改善装置
・エマルジョン装置　それぞれのOEM企画

## 所在地
- 〒573-0163　大阪府枚方市長尾元町6-18-3
- 072-894-8615